# East Pleasant View
East Pleasant View è un centro abitato (census-designated place) degli Stati Uniti d'America, situato nella contea di Jefferson dello stato del Colorado. Nel censimento del 2010 la popolazione era di 356 abitanti.

## Geografia fisica
Secondo i rilevamenti dell'United States Census Bureau, East Pleasant View si estende su una superficie di 0,3 km².